# 理查德·洛弗尔·埃奇沃思
理查德·洛弗尔·埃奇沃思（Richard Lovell Edgeworth 1744年5月31日—1817年6月13日）是一名英格兰-爱尔兰政治家、作家。他出生于英格兰，后来移民到爱尔兰，1798年至1801年间为爱尔兰议会议员，是爱尔兰皇家科学院创始人之一。他结过四次婚，生有22个孩子，繁衍出庞大的埃奇沃思家族，居住地埃奇沃思镇以其家族姓氏命名。